# Mount Lowman
Mount Lowman är ett berg i Antarktis. Det ligger i Östantarktis. Nya Zeeland gör anspråk på området. Toppen på Mount Lowman är 1 610 meter över havet.
Terrängen runt Mount Lowman är huvudsakligen kuperad, men åt nordväst är den bergig. Trakten är obefolkad. Det finns inga samhällen i närheten.